# Diplazium cardiomorphum
Diplazium cardiomorphum là một loài dương xỉ trong họ Athyriaceae. Loài này được Alderw. mô tả khoa học đầu tiên năm 1922.
Danh pháp khoa học của loài này chưa được làm sáng tỏ. 